# Битва при Арке (1303)
Битва при Арке (фр. Bataille d'Arques) — сражение между фламандцами и королевской армией Франции 4 апреля 1303 года недалеко от города Арк. Эпизод франко-фламандской войны 1297—1305 годов.
После битвы шпор (11 августа 1302) фламандцы выбили французские гарнизоны изо всех своих городов. Жаждущий реванша король Филипп Красивый собрал новую армию, командующим которой стал коннетабль Гоше де Шатильон. Фландрской армией командовал Вильгельм Юлихский. Оба войска встретились 30 августа между Аррасом и Дуэ. В результате переговоров удалось избежать кровопролития, и все вернулись на исходные позиции.
В первых числах апреля 1303 года французская армия вошла в Сент-Омер — город в Артуа. Вильгельм Юлихский зашёл с тыла и разгромил гарнизон города Арк. Гоше де Шатильон и Жак де Байон 4 апреля выступили навстречу фламандцам. По словам французского хрониста Гийома Гиара, в их распоряжении было около 1600 чел., не менее 800 из которых, по данным «Гентских анналов» (Annales Gandenses), являлись конными рыцарями. Кавалерию французов поддерживала большая группа арбалетчиков из Сент-Омера. Итальянский хронист Джованни Виллани определяет общую численность французского войска в 4 000 чел. 
Как и в «битве шпор», Вильгельм Юлихский расставил свою пехоту в форме подковы. Жак де Байон же, как сообщает участник сражения Гиар, выработал план, согласно которому небольшое французское войско разделялось на 4 баталии: первые две должны были атаковать авангард фламандского строя, остальные же наносили удар с правого и левого флангов. Французская кавалерия атаковала фламандцев множество раз, но так и не смогла прорвать их строй. С наступлением темноты армия Гоше де Шатильона отступила в Сент-Омер, оставив на поле боя, как пишет Гиар, около 300 погибших.
Фламандцы, которые также понесли тяжёлые потери (по оценкам — около тысячи человек), какое-то время преследовали противника. Французы несколько раз разворачивались и шли в контратаку, но в конце концов укрылись за стенами Сент-Омера. Вильгельм Юлихский подошёл к городу, но на штурм не решился. На следующий день фламандцы похоронили всех погибших в одной могиле и тоже покинули поле боя.
Автор «Гентских анналов» отмечает, что для фламандцев это была Пиррова победа. Он говорит, что после битвы при Куртре Вильгельм Юлихский ни в каких делах уже не имел успеха.